# حصار بيهاتش
حصار بيهاتش حصار دام ثلاث سنوات لمدينة بيهاتش في شمال غرب البوسنة على يد جيش جمهورية صربسكا وجيش جمهورية كرايينا الصربية والمعارضين البوسنيين بقيادة السياسي البوسني فكرت عبديتش. خلال الحرب البوسنية. استمر الحصار لمدة ثلاث سنوات، من يونيو/حزيران 1992 حتى 4-5 أغسطس/آب 1995، عندما أنهت الحصار عملية العاصفة بعد أن قاتل الجيش الكرواتي ضد المتمردين الصرب في كرواتيا وشمال غرب مدينة بيهاتش المحاصرة.
أثبت مركز البحوث والتوثيق في سراييفو أن المجتمعات التي كانت تحت الحصار - بيهاتش، وبوسانسكا كروبا، وكازين، وفليكا كلادوشا - كان لديها 4,856 شخص قتلوا أو فقدوا من 1991 إلى 1995.

## الفترة الزمنية للحصار
بعد إعلان جمهورية كرايينا الصربية الانفصالية في عام 1991 في الغرب، مُنع سكان بيهاتش من العبور إلى تلك المنطقة. إضافة إلى ذلك، بعد أن أعلن الصرب البوسنيون جمهورية صربسكا في عام 1992 في الشرق، وجدت مجتمعات بيهاتش وبوسانسكا كروبا وكازين وفيليكا كلادوشا أنفسهم محاصرين على كلا الجانبين. تعاون الجيشان الصربيان من أجل الاستيلاء على الجيب البوسني في منتصفهما. وقد تم حصارها وقصفها من قبل القوات الصربية ابتداء من 12 يونيو حزيران 1992. ونتيجة لذلك، أُرغم سكان بيهاتش على العيش في ملاجئ، بدون كهرباء أو إمدادات مياه، ولم يتلقوا سوى القليل من المساعدات الغذائية. أعلنت مقاطعة بيهاتش حالة الطوارئ وشكلت جيش المقاومة الخاص بها، فيلق الخامس.
على الرغم من أنه لم يكن لديه أي تعليم عسكري، إلا أن توميسلاف دريتر، وهو كرواتي من أصل عرقي، نظم دفاع الكروات في منطقة بيهاتش، أصبح رئيس الاتحاد الديمقراطي الكرواتي في بيهاتش، وأنشأ مجلس الدفاع الكرواتي في بيهاتش ومنطقة بيهاتش في 28 يوليو 1992 في قرية عمركوفاتش في بلدية فليكا كلادوشا، وأصبحت أول رئيس وقائد عسكري كضابط برتبة عقيد. بلغ عدد الوحدات الكرواتية ما مجموعه 200 1 رجل تم تنظيمهم كوحدات أصغر داخل فيلق بيهاتش الخامس كمكون عسكري كرواتي مستقل. تحت قيادته كانت وحدات الكروات الكرواتية الكرواتية عنصراً من عناصر جيش جمهورية البوسنة والهرسك.

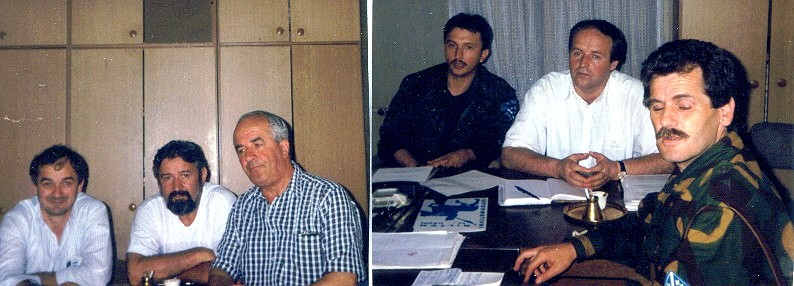
رئاسة الحرب في منطقة بيهاتش خلال اجتماع واحد في كازين (يوليو 1992).

انفجرت قذيفة أطلقت من مواقع الصرب في التل في وسط المدينة في 11 آب / أغسطس 1992، بجوار مبنى تم تحويله إلى مأوى للنساء والأطفال البوسنيين. قتل خمسة أشخاص، بينهم ثلاثة أطفال، وجرح 24. يحتاج ثمانية أشخاص إلى بتر الأطراف. وقال مدير مستشفى البلدة إن «جميع المصابين خضعوا لعمليات». لم يكن لدى سكان بيهاتش، المسلحين بقليل إلا البنادق القديمة، أي وسيلة للانتقام. بدلاً من ذلك، كما في كل يوم منذ 12 يونيو، عندما بدأ جيش جمهورية صربسكا لأول مرة في قصف بيهاتش، بذل الناس ببساطة قصارى جهدهم لنقل الجرحى وإزالة الأنقاض. وقال سكرتير «استغرق الأمر ساعات لسحب الدم». وفي كل يوم تقريبًا، أطلق الصرب المزيد من القذائف، بعضها في الصباح، وبعضها في فترة ما بعد الظهر، وبعضها في الليل. في يوم واحد من شهر أغسطس، استمر القصف من 6.40   مساء حتى بعد منتصف الليل.
كان عدد سكان المنطقة من البوشناف بشكل أساسي، ومنذ اندلاع النزاع المسلح، استقبل بيهاتش حوالي 35000 شخص من النازحين، معظمهم من مناطق يسيطر عليها الصرب حول بانيا لوكا وسانسكي موست في صيف عام 1992. في المقابل، غادر معظم الصرب، أي حوالي 12000 قبل الحرب، بيهاتش إلى بانيا لوكا في نفس الوقت.
مدد تعيين سريبرينيتسا كمنطقة آمنة في 6 أيار / مايو 1993 ليشمل خمس مدن بوسنية أخرى: سراييفو، وتوزلا، جيبا، وغورادي، وبيهاتش. رفض الرئيس البوسني علي عزت بيغوفيتش هذا المفهوم. وقال إن الملاذات ستصبح مصائد موت، حيث يصبح اللاجئون، ظنًا أنهم آمنون، أهدافًا سهلة للقوات الصربية البوسنية.
دخل بيهاتش قوافل غذائية قليلة على مدار السنوات الثلاث، مع وصول الجسر الجوي الناد فقط لسكان المدينة. حطام والردم من القصف يكمن في كل مكان. كانت الأكياس الرملية مكدسة للغاية ضد المنازل وتنتشر المستودعات في زوايا الشوارع. تم تجنيد ما يقرب من نصف السكان في الجيش للدفاع عن المنطقة. اختفت السيارات تقريبًا من شوارع ما كان ذات يوم مجتمعًا مزدهرًا نسبيًا. لم يكن هناك مكان نذهب إليه وقليل من الوقود. تم تكديس مكتب البريد بأكياس الرمل. تم تقريبًا إيقاف كل خط هاتف منذ عام 1991. لم يساعد نشر قوات الأمم المتحدة في المنطقة: اختطفت القوات الصربية داخل المنطقة المحمية من قبل الأمم المتحدة في كرواتيا قافلة مساعدات متجهة إلى بيهاتش في أبريل 1993. وقف مسؤولو اللاجئين التابعين للأمم المتحدة بلا حول ولا قوة لأن الصربيين خرجوا من 19 طناً من الطعام، ومعظمهم من الوجبات الجاهزة للأكل، وقاموا بتوزيع الطعام على المدنيين الصرب في الكروات. علق الصحفي ماركوس تانر بسخرية كيف كان الصرب من كرايينا «المحمية من قبل الأمم المتحدة» يقصفون بيهاتش، وهي «منطقة آمنة تابعة للأمم المتحدة».
تم منع منطقة بيهاتش، التي كانت تضم 170,000 شخص، من دعم قوافل المساعدات التابعة للأمم المتحدة منذ مايو 1993. بحلول عام 1993، استضاف الجيب 61000 نازح أو لاجئ من أجزاء أخرى من البوسنة، أي ما يصل إلى 27 في المائة من إجمالي سكانه. ولم يكن في منطقة بيهاتش بأكملها سوى مستشفى واحد استنفد آخر احتياطياته الغذائية والطبية بحلول كانون الأول / ديسمبر 1994، بحيث اقتصرت تغذية المرضى والجرحى، أكثر من 900 مريض، على وجبة واحدة في اليوم. تم إعطاء العلاج فقط للحالات الأكثر يأسًا في حين تم إجراء العمليات الجراحية تحت التخدير الموضعي. في هذه الحالة، من دون الغذاء والأدوية اللازمة، كانت الأمراض المعدية تنتشر السل والأمراض المعوية والتهاب الكبد ونقص فيتامين (أ). لم يعد المستشفى في وضع يسمح له بمساعدة سكان المنطقة.
تم إضعاف الجيب بشكل إضافي عندما انضمت القوات البوسنية المتمردة بقيادة فكرت عبديتش إلى الصرب في القتال وأنشأت مقاطعة غرب البوسنة المتمتعة بالحكم الذاتي في الشمال.

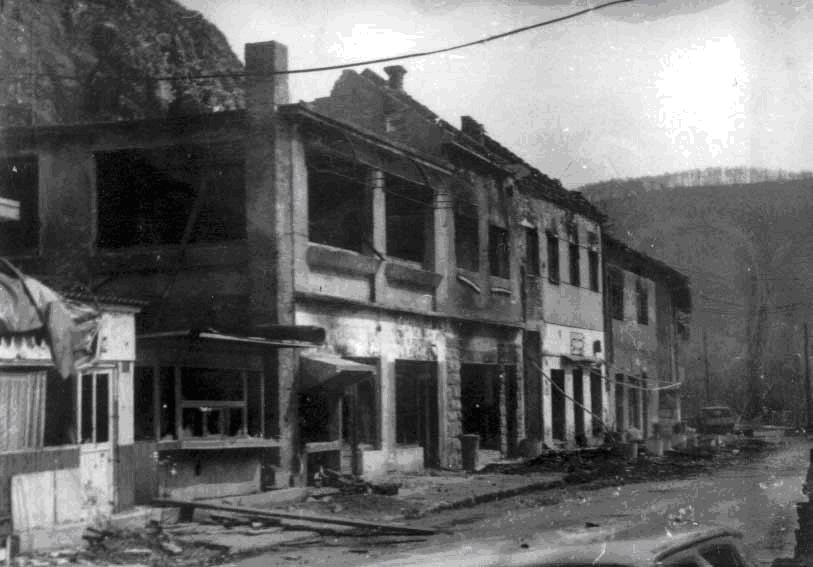
بوسانسكا كروبا بعد الحرب

استولت القوات الحكومية البوسنية على أراضي البوسنة الغربية في عام 1994، ولكن تم طردهم في وقت لاحق من ذلك العام بمساعدة كبيرة من الصرب، وأعيد تأسيس مقاطعة غرب البوسنة المتمتعة بالحكم الذاتي.
وبحلول 27 تشرين الثاني / نوفمبر 1994، استولت القوات الصربية المتقدمة على ثلث المنطقة. احتدم القتال على بعد أقل من 500 متر من مستشفى بيهاتش وانتقل بالقرب من مقر الفيلق الخامس في البوسنة. ومع ذلك، فشل مجلس الأمن التابع للأمم المتحدة في التوصل إلى اتفاق بشأن مشروع بيان يدين قصف الصرب لبيهاتش ودخولهم ويدعو إلى انسحابهم. رفضت فرنسا وبريطانيا خطة الولايات المتحدة لرفع الحصار عن المدينة. حددت القوات الصربية البوسنية موعدًا هو الساعة 19:00 بتوقيت جرينتش يوم 26 نوفمبر لاستسلام مدافعي البلدة. قاموا فيما بعد بتعديل هذا بعرض جديد للقوات البوسنية المسلمة للاستسلام لقوات فكرت عبديتش. لكن رئيس بلدية بيهاتش، هامديجا كابيلاجيتش، رفض الاستسلام، قائلاً: «سيكون ذلك إشارة إلى القتل الجماعي من قبل الصرب». ثم انتقل مواطنو بيهاتش إلى سد الشوارع بالأشجار وبالسيارات المحروقة.
وقال مايكل ويليامز، المتحدث باسم قوة الأمم المتحدة لحفظ السلام، إن قرية فيدرو بوليي غرب بيهاتش سقطت في وحدة صربية كرواتية في أواخر تشرين الثاني / نوفمبر 1994. وأضاف وليامز أن دبابة ثقيلة ونيران المدفعية ضد بلدة فيليكا كلادوسا في شمال جيب بيهاتش كانت قادمة من صرب كرواتيا. علاوة على ذلك، قال محللون عسكريون غربيون إنه من بين مجموعة رائعة من أنظمة صواريخ أرض - جو من البوسنة إلى الصرب التي تحيط بجبل بيهاتش على الأراضي الكرواتية، كان هناك نظام عصري من طراز SAM-2 والذي توحي درجة تطوره أنه من المحتمل أن يكون هناك مؤخرا من بلغراد.
نظرًا لأن عملية رفض الطيران لم تسمح باستخدام الطائرات المقاتلة في البوسنة، استغل جيش جمهورية صربسكا الحظر من خلال الاستعانة بمصادر خارجية للغارات الجوية لجيش صربسكا كرايينا: شنوا غارات جوية بطائرات مقرها جيش الشعب اليوغوسلافي السابق (JNA) مطار عسكري في أودبينا، جنوب بيهاتش، ويقع في الأراضي الكرواتية التي كانت في ذلك الوقت تسيطر عليها جمهورية كرايينا الصربية. أسقطت الطائرة الصربية النابالم والقنابل العنقودية. على الرغم من أن معظم الذخائر جاءت من مخزونات قديمة فشلت في الانفجار، إلا أن الهجمات كانت انتهاكًا واضحًا لمنطقة حظر الطيران. بحث الناتو على الفور عن طرق للرد، لكن لم يُسمح لقواته بالقيام بعمليات في المجال الجوي الكرواتي، وبسبب قرب بيهاتش من الحدود، يمكن للطائرات الصربية أن تهاجم البوسنة، ثم تعبر إلى كرواتيا قبل أن يتم اعتراضها. على هذا النحو، كان الناتو عاجزًا عن وقف التوغلات. تقديراً للوضع، أصدر مجلس الأمن القرار 958، الذي سمح لطائرات الناتو بالعمل في كرواتيا. تحت قيادة اللوجستية للمفوضية، بيتر والش، تمكنت وكالة اللاجئين من اختراق الحصار في ديسمبر 1994 وارسل على 100 طن من المساعدات الغذائية . كانت هذه مهمة صعبة أعاقها استمرار نيران الأسلحة الصغيرة والمدفعية فضلاً عن انتهاكات حرية التنقل غير الضرورية. تم تسليم المساعدات إلى تسازين لتوزيعها في جميع أنحاء المنطقة.
أعرب قرار مجلس الأمن التابع للأمم المتحدة رقم 959 «عن قلقه إزاء تصاعد القتال الأخير في جيب بيهاتش وتدفق اللاجئين والمشردين الناجمين عنه» وأدان «انتهاك الحدود الدولية بين جمهورية كرواتيا وجمهورية البوسنة والهرسك وتطالب جميع الأطراف والجهات المعنية الأخرى، ولا سيما ما يسمى قوات كرايينا الصربية، باحترام الحدود بشكل كامل والامتناع عن القيام بأعمال عدائية عبرها».

### 1995
تعرض الجيب لإطلاق نيران الدبابات الثقيلة وقذائف الهاون مرة أخرى في 23 يوليو 1995 فيما وصفه مسؤولو الأمم المتحدة بأنه «أخطر قتال في البوسنة منذ شهور». هاجم الآلاف من قوات المتمردين، بدعم من 100 دبابة، القوات البوسنية هناك.

## نهاية الحصار
بعد سقوط جيبي سريبرينيتسا وشيبا في شرق البوسنة في يوليو 1995، بدأت كرواتيا في حشد الجنود بالقرب من المواقع الصربية خارج الجيب بينما قصفت القوات الصربية بالدبابات والمدفعية خطوط الحكومة البوسنية. كان الهدف هو منع سقوط جيب بيهاتش. وبالمثل، وقعت القيادتان الكرواتية والبوسنية معاهدة للدفاع المتبادل — اتفاق سبليت . انتهى الحصار بعملية العاصفة في الفترة من 4 إلى 5 أغسطس اب 1995 بالترافق مع القوات البوسنية تحت قيادة الجنرال عاطف دوداكوفيتش . قال دوداكوفيتش: «كنا بحاجة إلى عملية العاصفة بقدر ما احتاجتها كرواتيا». بعد نهاية الحصار، بدأت الإمدادات الغذائية والمساعدات الطبية تصل إلى المنطقة من البوسنة وكرواتيا، مما أدى إلى تطبيع حياة الناس الذين يعيشون هناك.

## الإجراءات القانونية

### المحكمة الدولية
اتهمت المحكمة الجنائية الدولية ليوغوسلافيا السابقة سلوبودان ميلوشيفيتش لمشاركته في مشروع إجرامي مشترك، على أساس أنه «خطط أو حرض أو أمر أو ارتكب أو ساعد بأي طريقة أخرى وحرض على تخطيط أو إعداد أو تنفيذ عمليات اضطهاد غير الصرب، ومعظمهم من المسلمين البوسنيين والكروات البوسنيين» و«ساعدوا وحرضوا على التخطيط والإعداد أو التنفيذ للإبادة والقتل والقتل العمد لغير الصرب، وخاصة المسلمين البوسنيين والكروات البوسنيين»، من بينهم داخل أراضي بيهاتش.
كما تم توجيه الاتهام إلى الجنرال راتكو ملاديتش على أساس أنه «خطط أو حرض أو أمر أو ارتكب أو ساعد بطريقة أخرى وحرض على التخطيط أو الإعداد أو الإعدام لاضطهاد مسلمي البوسنة أو الكروات البوسنيين أو غيرهم من السكان غير الصرب»، من بينهم في بيهاتش ريبا.

### المحاكم المحلية
اتهمت حكومة البوسنة والهرسك فكرت عبديتش بمقتل 121 مدنياً وثلاثة أسرى حرب وجرح 400 مدني في منطقة بيهاتش. اعتقلته السلطات الكرواتية وحاكمته. في عام 2002، حُكم عليه بالسجن لمدة 20 عامًا بتهمة ارتكاب جرائم حرب في منطقة «جيب بيهاتش». في عام 2005، خفضت المحكمة العليا الكرواتية عقوبته إلى 15 عامًا. بعد أن أمضى عشر سنوات من عقوبة السجن لمدة خمسة عشر عامًا، أطلق سراح عبديتش في 9 مارس 2012، وعند استقباله، استقبله 3000 من أنصاره.